# Arizela tensata
Arizela tensata là một loài bướm đêm trong họ Geometridae.